# Weld (album)
Weld je koncertní album kanadského hudebníka Neila Younga a skupiny Crazy Horse, vydané v říjnu 1991 u vydavatelství Reprise Records. Nahráno bylo při několika koncertech během jejich amerického turné mezi únorem a dubnem 1991. Album rovněž vyšlo jako součást box setu Arc Weld, na kterém je mimo tohoto alba ještě druhé koncertní album z toho roku Arc.

## Seznam skladeb
| Disk 1 | Disk 1                          | Disk 1     | Disk 1 |
| Pořadí | Název                           | Autor      | Délka  |
| ------ | ------------------------------- | ---------- | ------ |
| 1.     | Hey Hey, My My (Into the Black) | Neil Young | 5:42   |
| 2.     | Crime in the City               | Young      | 6:32   |
| 3.     | Blowin' in the Wind             | Bob Dylan  | 6:49   |
| 4.     | Welfare Mothers                 | Young      | 7:04   |
| 5.     | Love to Burn                    | Young      | 10:01  |
| 6.     | Cinnamon Girl                   | Young      | 4:45   |
| 7.     | Mansion on the Hill             | Young      | 6:14   |
| 8.     | F*!#in' Up                      | Young      | 7:09   |

| Disk 2 | Disk 2                    | Disk 2                              | Disk 2 |
| Pořadí | Název                     | Autor                               | Délka  |
| ------ | ------------------------- | ----------------------------------- | ------ |
| 9.     | Cortez the Killer         | Young                               | 9:46   |
| 10.    | Powderfinger              | Young                               | 5:58   |
| 11.    | Love and Only Love        | Young                               | 9:17   |
| 12.    | Rockin' in the Free World | Young                               | 9:22   |
| 13.    | Like a Hurricane          | Young                               | 14:00  |
| 14.    | Farmer John               | Don „Sugarcane“ Harris, Dewey Terry | 5:00   |
| 15.    | Tonight's the Night       | Young                               | 8:45   |
| 16.    | Roll Another Number       | Young                               | 5:19   |

## Obsazení
- Neil Young – kytara, zpěv
- Frank „Poncho“ Sampedro – kytara, syntezátor, zpěv
- Billy Talbot – baskytara, zpěv
- Ralph Molina – bicí, zpěv